# Operaciones psicológicas en la guerra de guerrillas
Operaciones psicológicas en la guerra de guerrillas (Psychological Operations in Guerrilla Warfare) fue un manual escrito por la Agencia Central de Inteligencia (CIA) para los Contras nicaragüenses, que estaban involucrados en una guerra civil con el gobierno de Nicaragua. Fue revelado por Associated Press el 15 de octubre de 1984. El libro de instrucciones de noventa páginas se centraba principalmente en cómo los "equipos armados de propaganda" podían conseguir apoyo político en Nicaragua para la causa de la Contra mediante el engaño, la intimidación y la violencia. El manual también aborda los asesinatos. El caso Nicaragua contra Estados Unidos de la Corte Internacional de Justicia concluyó que la publicación de este manual había "alentado actos... contrarios a los principios generales del derecho humanitario". Sin embargo, la CIA afirmó que el propósito del manual era "moderar" la violencia extrema que ya estaban utilizando los Contras.

## Autoría

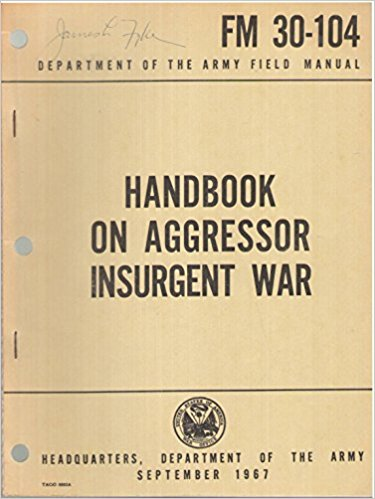
Portada del US Army's Handbook on Aggressor Insurgent War (1967)

El manual fue escrito en octubre de 1983 por un empleado contratado de la CIA que usaba el alias John Kirkpatrick, quien "era un especialista en contrainsurgencia del ejército estadounidense, con experiencia en el Programa Phoenix de la época de la guerra de Vietnam, y trabajaba bajo contrato con la División de Actividades Internacionales de la CIA". Duane Clarridge, quien supervisó la redacción del manual, afirmó en su libro de 2009 que John Kirkpatrick fue contratado para preparar un curso para los Contras sobre cómo interactuar con la población civil y delinear las reglas de enfrentamiento, y que también produjo un manual que constaba de este material curricular. Kirkpatrick basó su trabajo en manuales existentes del ejército de EE. UU., en particular los planes de lecciones de los Boinas Verdes de 1968 utilizados en el Centro y Escuela de Guerra Especial John F. Kennedy, el Plan de lecciones 643 de los Boinas Verdes, Armed Psyop: Implicit and Explicit Terror (abril de 1968), y Field Manual 30–104, US Department of the Army (Septiembre de 1967). Handbook on Aggressor Insurgent War. US Government Printing Office. Los colaboradores en el desarrollo del manual incluyeron al coordinador de la Contra de la CIA, Ray Doty, al director de comunicaciones de la Fuerza Democrática Nicaragüense, Edgar Chamorro, a Noel Ortiz y a Laura Ortiz.

## Historial de publicaciones
El manual fue escrito en inglés y luego traducido al español por Edgar Chamorro. Fue impreso en noventa páginas bajo el seudónimo de Tayacán a finales de 1983. Chamorro objetó dos partes del documento, a saber, las secciones sobre la contratación de delincuentes profesionales para trabajos especiales y el asesinato de colegas para crear mártires para la causa. Dispuso que estas dos páginas fueran arrancadas físicamente de 2000 copias. Sin embargo, se imprimieron 5.000 copias, por lo que algunos comentaristas han razonado que algunas copias se distribuyeron con estas secciones intactas.

## Reacción política
Un funcionario de la administración Reagan declaró en privado que el manual había sido escrito por un empleado independiente de bajo nivel "demasiado entusiasta" contratado por la CIA. Además, el manual no había sido autorizado para su publicación, era "claramente contrario a la ley",y violaba la Orden Ejecutiva de Reagan de 1981 que prohibía los asesinatos políticos. El 18 de octubre de 1984, el presidente Ronald Reagan ordenó al director de la CIA, William Casey, que iniciara una investigación por parte del inspector general de la agencia. Reagan afirmó que "quien sea culpable [de preparar el manual], nos ocuparemos de esa situación y será destituido".
En una conferencia de prensa el 7 de noviembre, el día después de su victoria en la reelección, Reagan desestimó toda la controversia calificándola de "mucho ruido y pocas nueces". Poco después, un portavoz de la Casa Blanca dijo que Reagan había aprobado el informe del Inspector General recomendando la disciplina de varios funcionarios de nivel medio. Cinco empleados de nivel medio de la CIA recibieron castigos que iban desde amonestaciones escritas hasta suspensiones sin paga por "falta de juicio y fallos en la supervisión" debido al manual. En 1987, se descubrió que Casey bloqueó cualquier castigo a los dos altos funcionarios de la CIA involucrados en la producción y distribución del manual, incluido uno, Duane Clarridge, quien después de negar inicialmente que tuviera algo que ver con el manual, admitió que era "totalmente responsable" del documento. En un testimonio privado ante un comité del Congreso, Casey supuestamente declaró: "No hay razón para disciplinarlos por un pequeño desliz". Bajo presión política para destituir a Clarridge de su cargo, fue ascendido a jefe de operaciones europeas de la CIA.

## Nicaragua contra Estados Unidos
El manual fue uno de los temas que la Corte Internacional de Justicia (CJI) analizó en el caso Nicaragua contra Estados Unidos de 1986 CIJ 1. La competencia del tribunal para este caso fue cuestionada por Estados Unidos, cuestión que nunca se resolvió.
Las declaraciones de la CIJ incluyeron: "Declara que los Estados Unidos de América, al producir en 1983 un manual titulado Operaciones sicológicas en guerra de guerrillas y difundirlo entre las fuerzas de la contra, ha alentado la comisión por parte de ellas de actos contrarios a los principios generales del derecho humanitario; pero no encuentra una base para concluir que cualesquiera de los actos que se hayan cometido sean imputables a los Estados Unidos de América como actos de los Estados Unidos de América".
"La Corte tiene que determinar si la relación de los contras con el Gobierno de los Estados Unidos era tal que sería correcto equiparar a los contras, a efectos jurídicos, con un órgano del Gobierno de los Estados Unidos, o como si actuaran en nombre de ese Gobierno. La Corte considera que las pruebas de que dispone son insuficientes para demostrar la dependencia total de los contras de la ayuda de los Estados Unidos. Una dependencia parcial, cuyo alcance exacto la Corte no puede establecer, puede inferirse del hecho de que los dirigentes fueron seleccionados por los Estados Unidos y de otros factores como la organización, el entrenamiento y el equipamiento de la fuerza, la planificación de operaciones, la elección de objetivos y el apoyo operativo proporcionado. No hay evidencia clara de que Estados Unidos realmente ejerciera tal grado de control como para justificar tratar a los contras como si actuaran en su nombre."
"Habiendo llegado a la conclusión anterior, el Tribunal considera que los contras siguen siendo responsables de sus actos, en particular de las supuestas violaciones del derecho humanitario por parte de ellos. Para que Estados Unidos sea legalmente responsable, tendría que demostrarse que ese Estado tenía control efectivo de las operaciones en el curso de las cuales se cometieron las supuestas violaciones."